# Disco Afrika: Eine madagassische Geschichte
Disco Afrika: Eine madagassische Geschichte ist ein madagassischsprachiges Drama aus dem Jahr 2023, unter der Regie von Luck Razanajaona, produziert von Jonathan Rubin, mitgeschrieben von François Hébert, Marcelo Novais Teles, Ludovic Randriamanantsoa und mit Parista Sambo in der Hauptrolle. Der Film feierte seine Weltpremiere beim Internationalen Filmfestival von Marrakesch 2023 und seine Europapremiere bei den Internationalen Filmfestspielen Berlin 2024, wo er eine lobende Erwähnung von der Jury des AG Kino – Gilde e.V.

## Handlung
Madagaskar, heute. Kwame, 20 Jahre alt, versucht, in den illegalen Saphirminen seinen Lebensunterhalt zu verdienen. Nach einem unerwarteten Ereignis muss er in seine Heimatstadt zurückkehren, wo er seine Mutter, alte Freunde, aber auch die Korruption, die sein Land zerfrisst, wiederfindet. Hin- und hergerissen zwischen widersprüchlichen Gefühlen muss er sich entscheiden zwischen schnellem Geld und Brüderlichkeit, Individualismus und dem Erwachen eines politischen Bewusstseins.

## Besetzung
- Parista Sambo als Kwame
- Laurette Ramasinjanahary als Mama
- Joe Lerova als Idi
- Drwina Razafimahaleo als Bezara
- Jérôme Oza als Babaa

## Veröffentlichung
Der Film feierte seine Weltpremiere am 30. November 2023 beim Internationalen Filmfestival von Marrakesch und seine Europapremiere am 19. Februar 2024 bei den Internationale Filmfestspiele Berlin 2024 im Haus der Kulturen der Welt.

## Rezeption
Fabien Lemercier rezensierte den Film bei der Berlinale für Cineuropa und schrieb: "Luck Razanajaona verschafft der roten Insel ihre erste Auswahl für ein großes internationales Festival, dank eines lokalen Filmemachers. Die authentischen Wurzeln des Films, unter seiner einfachen Oberfläche, verleihen ihm einen reinen Charme, da er ein scharfes Porträt der Kehrseite einer chaotischen politischen und wirtschaftlichen Situation zeichnet, die alle Arten von illegalem Handel einlädt und deren gefährliche demokratische Kämpfe alles andere als neu sind. Razanajaona versucht, die Seele Madagaskars (seine alten Rituale) einzufangen und Verbindungen zwischen den Epochen herzustellen, um den anhaltenden Widerstandsgeist der Insel zu ehren und das kollektive Chaos anzuprangern, das zum Vorteil weniger orchestriert wurde. Razanajaona liefert einen engagierten und hoch erhellenden Film ab, der geschickt Radio, Lieder und Fotos nutzt, um eine sehr einfache Geschichte zu erzählen. Es ist ein kleines Theater dieser Welt, in der Form einer Coming-of-Age-Geschichte, das universelle Ideen über Unterdrückung, Korruption, Revolution und die gefährlichen Entscheidungen kanalisiert, die getroffen werden müssen, um die Dinge zu ändern und Frieden zu finden.